# Zeitschrift für angewandte Physik
Die Zeitschrift für angewandte Physik wurde 1948 gegründet und erschien beim Springer-Verlag bis 1973, als sie durch die Zeitschrift Applied Physics im gleichen Verlag abgelöst wurde.
Der erste Band erschien 1949 (und war für 1948/49). Er erschien bei Springer und J. F. Bergmann (ab dem Band 3 von 1951 nur noch Springer). Es erschien ein Band pro Jahr bis zu Band 32 im Jahr 1972 (für 1971/72). Band 9 von 1957 hatte den Titel Zeitschrift für angewandte Physik einschließlich Nukleonik. 1969 bis 1972 waren auch die Berichte der Arbeitsgemeinschaft Magnetismus enthalten.
Gründer der Zeitschrift waren Georg Joos und Walther Meißner. Sie sahen die Zeitschrift als Nachfolgerin der 1943 eingestellten Zeitschrift für technische Physik.  In der DDR wurde Anfang der 1950er Jahre von Franz Xaver Eder, einem Tieftemperaturphysiker in Ostberlin und ehemaligen Schüler von Meißner, die Gründung einer Konkurrenzzeitschrift betrieben, der Zeitschrift für experimentelle Physik. Das führte damals zu Konflikten mit Joos und Meißner. Neben Joos (der 1959 starb) und Meißner war ab 1948 auch Gotthold Richard Vieweg, Präsident der Physikalisch-technischen Bundesanstalt in Braunschweig, Mit-Herausgeber hinzu, und 1959 Wilhelm Waidelich hinzu (Meißner, Vieweg und Waidelich blieben Herausgeber bis 1972).
Die Zeitschrift wurde unter Mitwirkung der DPG (anfangs von 1951 bis 1963 Verband Deutscher Physikalischer Gesellschaften) herausgegeben.
Die ISSN war 0044-2283.